# Chaehoi Fatihou
Chaehoi Fatihou (* 15. Juli 1971) ist ein ehemaliger komorischer Gewichtheber.

## Biografie
Chaehoi Fatihou trat bei den Olympischen Spielen 2004 in Athen im Halbschwergewicht an, konnte seinen Wettkampf aber nicht beenden.